# Osluchov
Osluchov (Duits: Osluchowe) is een Tsjechische plaats in de gemeente Žižice in de regio Midden-Bohemen en maakt deel uit van het district Kladno. Het dorp ligt op ongeveer 2 km afstand van Žižice en op ongeveer 7 km afstand van Slaný.
Osluchov telt 86 inwoners (2021).

## Geschiedenis
De eerste schriftelijke vermelding van het dorp dateert van 1227, toen het dorp toebehoorde aan het Sint-Jorisklooster in Praag. In de 14e en 15e eeuw waren Osluchov of delen ervan eigendom van de heren van Slaný. In 1481 verkocht Jan Pytlík van Zvoleněves het meierhof in Osluchov aan Alš van Sehradice, een van de heren van Slaný.
In 1597 verkocht Hertvík Žejdlicové ze Šenfeld het dorp aan Kryštof Šlejvicové ze Šlejvic, die een vesting liet bouwen op het erf van een boer. In 1623 werd de boerderij – inmiddels in handen van Bohuchval Šlejvic – geconfisqueerd wegens diens deelname aan de Boheemse Opstand en in 1627 verkocht aan Gottfried Hertl van Leutersdorf. De vesting raakte tijdens de Dertigjarige Oorlog in verval en werd uiteindelijk afgebroken.  Jan Ondřej Kotvicové z Kotvic bezat vervolgens de boerderij en verkocht deze in 1682 aan de eigenaren van Kasteel Štětkovice.
Ergens na 1848, het jaar dat het feodalisme werd afgeschaft, werd Osluchov bij de gemeente Žižice gevoegd. Tussen 1869 en 1921 was Osluchov onderdeel van de gemeente Zvoleněves in het district Slaný. Tussen 1930 en 1960 was het een zelfstandige gemeente in dat district. Sinds 1960 behoort het dorp weer tot de gemeente Žižice, ditmaal in het district Kladno.

## Demografie
| Jaar            | 1869 | 1880 | 1890 | 1900 | 1910 | 1921 | 1930 | 1950 | 1961 | 1970 | 1980 | 1991 | 2001 | 2011 | 2021 |
| --------------- | ---- | ---- | ---- | ---- | ---- | ---- | ---- | ---- | ---- | ---- | ---- | ---- | ---- | ---- | ---- |
| Aantal inwoners | 92   | 91   | 82   | 148  | 149  | 140  | 128  | 120  | 108  | 100  | 79   | 87   | 67   | 74   | 86   |
| Aantal huizen   | 14   | 15   | 12   | 24   | 21   | 23   | 26   | 32   | 32   | 29   | 28   | 29   | 30   | 30   | 30   |

## Verkeer en vervoer

### Autowegen
Er loopt een regionale weg die Osluchov verbindt met onder andere Žižice, Slaný, Mělník en Ješín.

### Spoorlijnen
Er is geen spoorlijn of station in Osluchov. Het dichtstbijzijnde station is Zvoleněves, op 4 km afstand. Dat station ligt aan spoorlijn 110 Kralupy nad Vltavou - Slaný - Louny.

### Buslijnen
In 2019 werd de gemeente Žižice - tezamen met de rest van de regio Slaný - aangesloten op het systeem van Pražská integrovaná doprava (PID).
Er is één bushalte in Osluchov:
| Halte            | Lijn | Traject          | Vervoerder      |
| ---------------- | ---- | ---------------- | --------------- |
| Žižice, Osluchov | 623  | Velvary - Kladno | ČSAD MHD Kladno |

## Geboren in Osluchov
- Bohuslav Kindl (1879–1956), een Tsjechisch en Tsjecho-Slowaaks politicus, tevens senator van de Nationale Vergadering van de Tsjecho-Slowaakse Republiek namens de Communistische Partij van Tsjecho-Slowakije

## Galerij

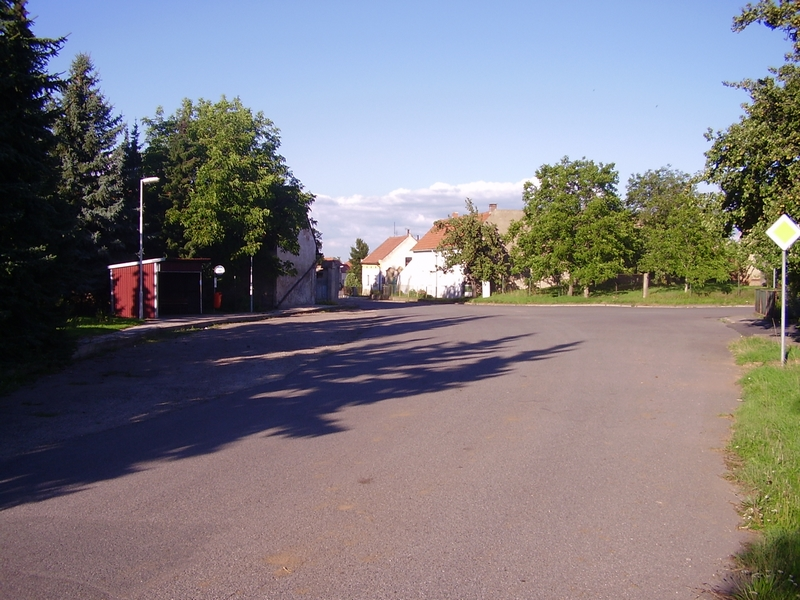
Huizen en bushalte (2006)
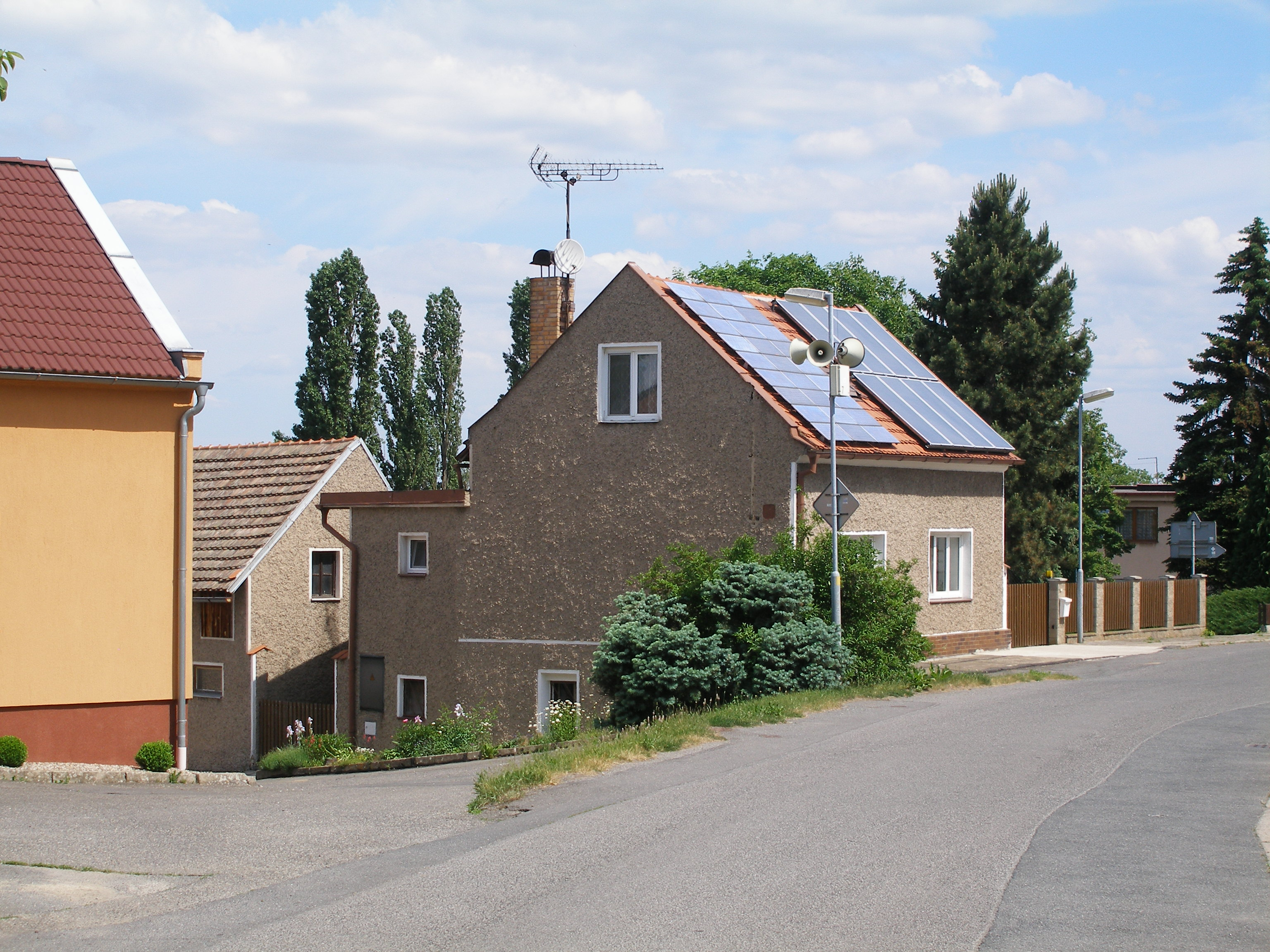
Huis met zonnepanelen (2012)
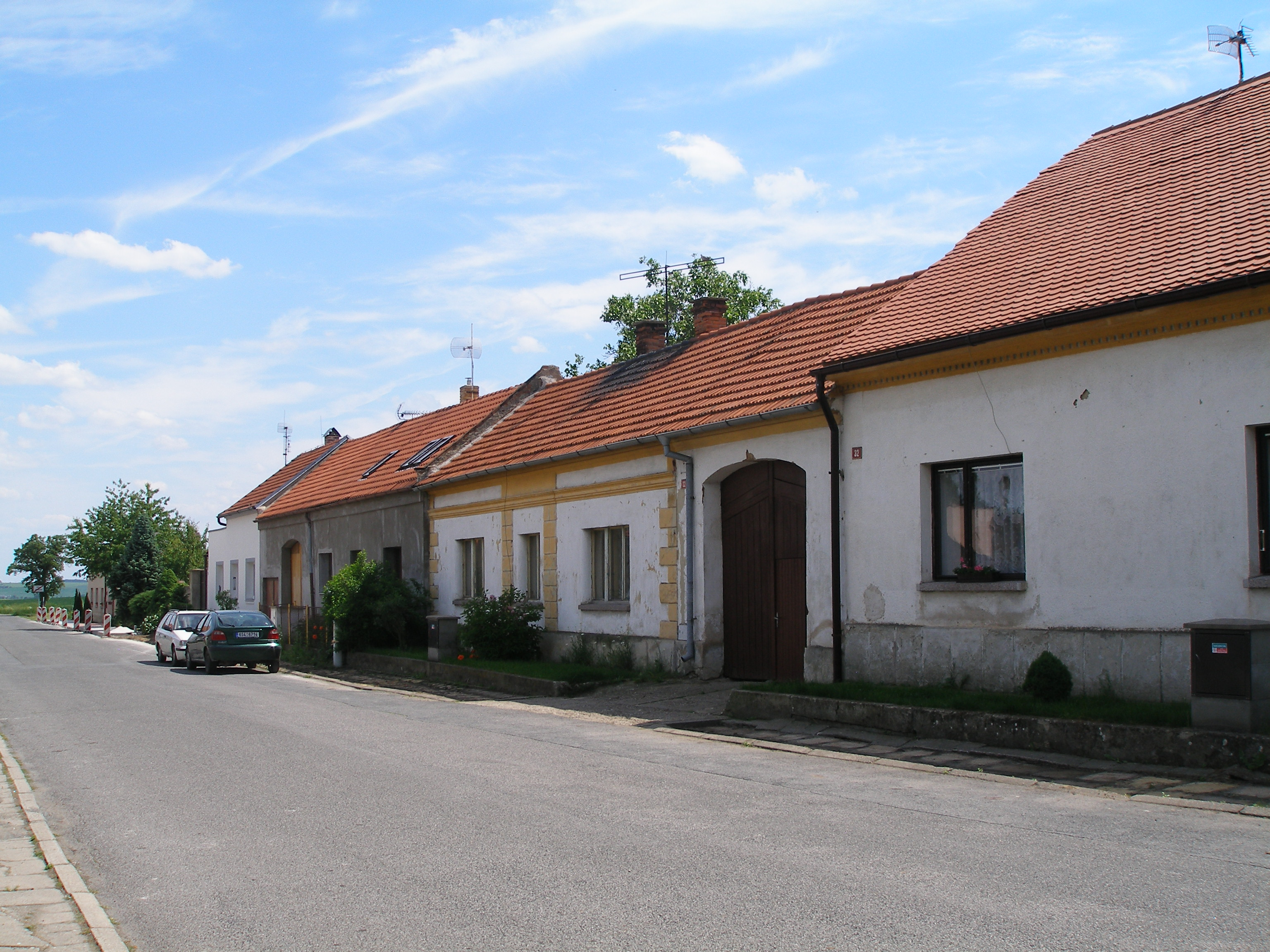
Straat in het dorp (2012)